# Villalbilla de Gumiel (kommunhuvudort)
Villalbilla de Gumiel är en kommunhuvudort i Spanien.   Den ligger i provinsen Provincia de Burgos och regionen Kastilien och Leon, i den centrala delen av landet, 150 km norr om huvudstaden Madrid. Villalbilla de Gumiel ligger 915 meter över havet och antalet invånare är 120.
Terrängen runt Villalbilla de Gumiel är platt. Runt Villalbilla de Gumiel är det glesbefolkat, med 9 invånare per kvadratkilometer. Närmaste större samhälle är Aranda de Duero, 16,0 km söder om Villalbilla de Gumiel. Trakten runt Villalbilla de Gumiel består till största delen av jordbruksmark.